# Агео
Агео (јап. 上尾市) град је у Јапану у префектури Саитама. Према попису становништва из 2005. у граду је живело 220.223 становника.

## Становништво
Према подацима са пописа, у граду је 2005. године живело 220.223 становника.
| 1995.   | 2000.   | 2005.   |
| ------- | ------- | ------- |
| 206.090 | 212.947 | 220.223 |